# Verdoejo
Verdoejo é uma povoação portuguesa sede da Freguesia de Verdoejo do Município de Valença, freguesia com 3,82 km² de área e 573 habitantes (censo de 2021), tendo, por isso, uma densidade populacional de 150 hab./km².

## Demografia
A população registada nos censos foi:
| Distribuição da População por Grupos Etários | Distribuição da População por Grupos Etários | Distribuição da População por Grupos Etários | Distribuição da População por Grupos Etários | Distribuição da População por Grupos Etários |
| -------------------------------------------- | -------------------------------------------- | -------------------------------------------- | -------------------------------------------- | -------------------------------------------- |
| Ano                                          | 0-14 Anos                                    | 15-24 Anos                                   | 25-64 Anos                                   | > 65 Anos                                    |
| 2001                                         | 74                                           | 87                                           | 339                                          | 135                                          |
| 2011                                         | 57                                           | 53                                           | 344                                          | 154                                          |
| 2021                                         | 71                                           | 32                                           | 281                                          | 189                                          |

## Património
- Adro Velho - O Adro Velho é um local na parte norte da aldeia, onde existe um cemitério antigo e um cruzeiro.

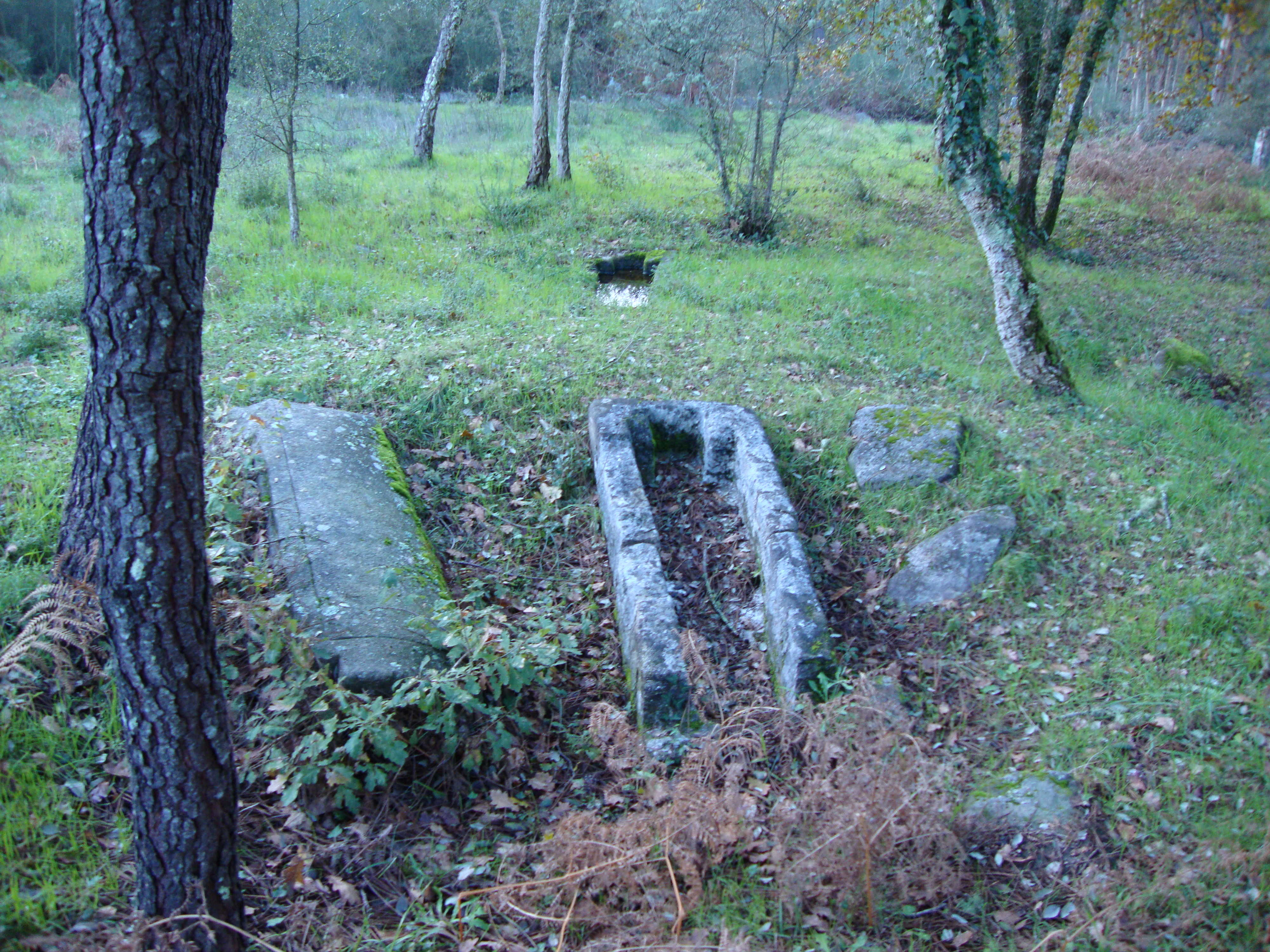
Adro Velho.

- Capela do Sr. da Boa Morte - A capela do Sr. da Boa Morte localiza-se nas imediações da Igreja Paroquial de Verdoejo.
- Capela do Sr. dos Passos
- Capela de São Tomé
- Ermida do Sr. do Bonfim
- Igreja Paroquial de Verdoejo - A igreja Paroquial de Verdoejo data de 1691 ao passo que a sua torre data de 1879.[5]
- Moinhos
- Pelourinho de Telheira
- Gravuras Rupestres - Existem nesta aldeia vários vestígios rupestres não classificados e ainda por datar, em particular no lugar da Barreira e no lugar do Ermegil.
- Ilha do Conguedo
- O Carvalho Centenário

## Associações
- Associação Desportiva Verdoejense - A Associação Desportiva Verdoejense foi fundada em 25 de Fevereiro de 1987. Esta associação tem como finalidade dinamizar a prática desportiva e a organização de eventos desportivos na freguesia de Verdoejo. Dos eventos desportivos organizados destacam-se os seguintes: descidas do Rio Minho em Bóia, corrida de motas de pau, corrida de carrinhos de rolamentos, torneios de futebol e tenis de mesa.
- Associação Cultural de Verdoejo
- Motoclube Nacional 101
- ADEST
- Grupo de Teatro Amador "Verde Vejo"